# Ronen Steinke

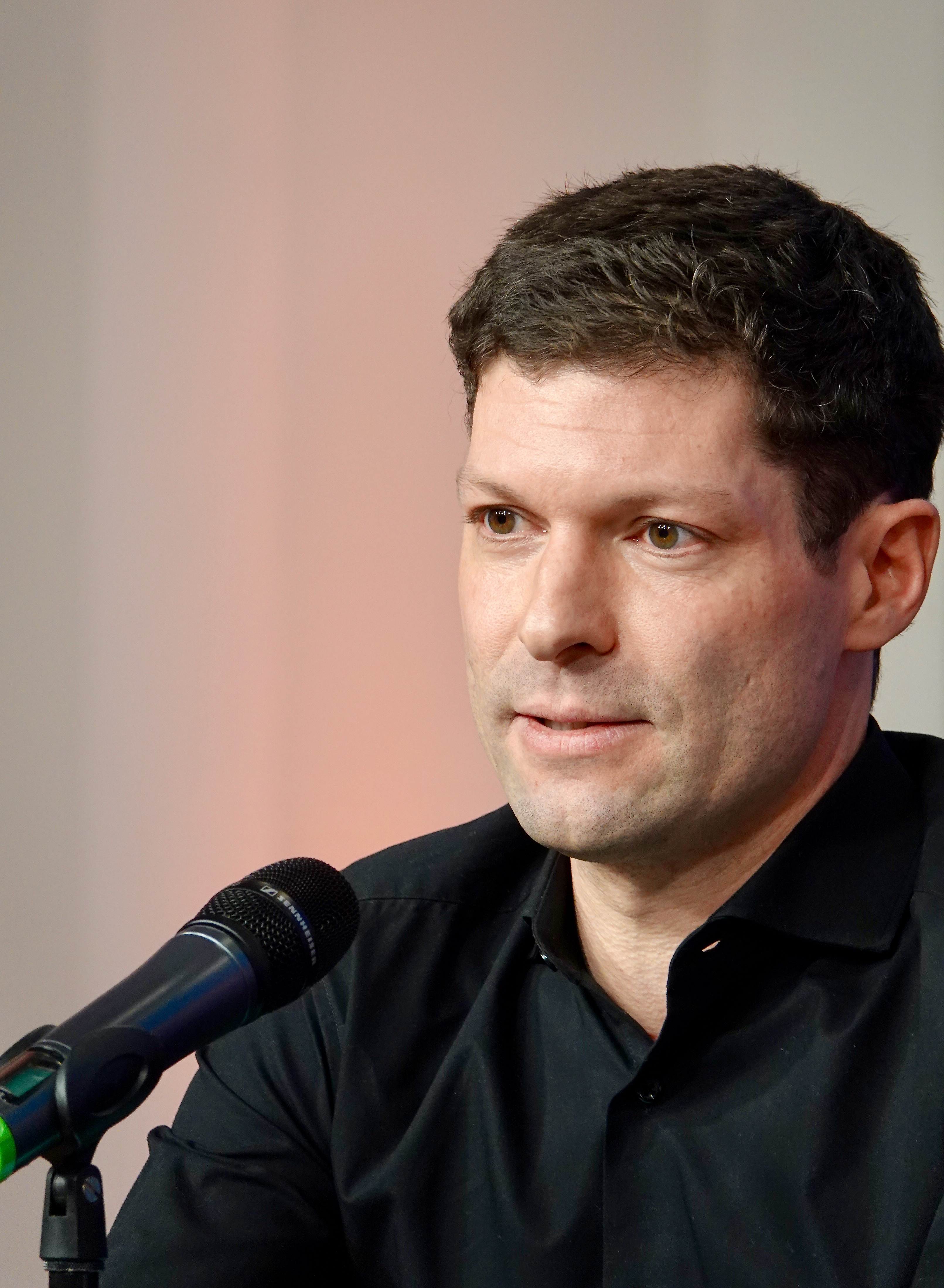
Ronen Steinke 2023

Ronen Steinke (* 1983 in Erlangen) ist ein deutscher Journalist, Sachbuchautor und Jurist.

## Leben
Steinke wuchs in Nürnberg als Sohn jüdischer Eltern auf und studierte Rechtswissenschaft an der Bucerius Law School in Hamburg sowie in Tokio und Kriminologie. Im Anschluss arbeitete er in Anwaltskanzleien und am Internationalen Strafgerichtshof für das ehemalige Jugoslawien.
2011 wurde Steinke mit einer völkerstrafrechtlichen Studie über die politische Funktion von Kriegsverbrechertribunalen seit 1945 promoviert. Darin argumentiert er, hinter menschenrechtlicher Rhetorik wie jener der deutschen Regierung, die den Internationalen Strafgerichtshof unterstützt, verbärgen sich dennoch machtpolitische Interessen. Die Untersuchung wurde von der Frankfurter Allgemeinen Zeitung als „Meisterstück“ gelobt.
Anschließend kam Steinke zur Süddeutschen Zeitung, zunächst als Redakteur im Ressort Außenpolitik, wo er über Völkerrecht schrieb. Steinke interviewte den Kriegsverbrecher Radovan Karadžić und berichtete als erster Journalist aus dem Inneren des UN-Gefängnisses in Scheveningen. Seit 2017 schreibt er als rechtspolitischer Korrespondent der SZ mit Sitz in Berlin vor allem über Rechtspolitik, Sicherheitsbehörden und Extremismus. Seit Mai 2025 ist er zudem Host des Podcasts "Ist das gerecht?", der ebenfalls durch die SZ veröffentlicht wird.
2012/13 war er Gastwissenschaftler am Fritz-Bauer-Institut zur Geschichte und Wirkung des Holocaust (Frankfurt am Main). Seit 2023 ist er unter Matthias Jahn Lehrbeauftragter am Institut für Kriminalwissenschaften und Rechtsphilosophie der Goethe-Universität Frankfurt am Main.
Steinke ist Mitglied der Jüdischen Gemeinde Berlin.

## Werk

### Fritz Bauer
2013 erschien Steinkes Biografie Fritz Bauer. Oder: Auschwitz vor Gericht über den jüdischen Juristen, der in der Nachkriegszeit gegen große Widerstände gekämpft hatte, um NS-Täter vor Gericht zu bringen. Das Buch, das der Schriftsteller Daniel Kehlmann „grandios“ nannte, wurde zur Grundlage für den preisgekrönten Kinofilm Der Staat gegen Fritz Bauer. Steinke erhielt als bis dato jüngster Redner die Einladung, die traditionelle Neujahrsansprache im Bundesjustizministerium zu halten. Erardo Cristoforo Rautenberg, brandenburgischer Generalstaatsanwalt, kritisierte allerdings in seiner Rezension das Buch und provozierte damit eine Kontroverse.

### Antisemitismus
Nach dem Anschlag auf die Synagoge in Halle 2019 veröffentlichte Steinke, der selbst jüdisch ist, eine Kritik an dem, was er das systematische Versagen des Staates im Umgang mit antisemitischer Gewalt nannte. Das Buch, das sich mit Polizei und Justiz auseinandersetzt, wurde auf Platz 2 der Sachbuch-Bestenliste von Zeit und Deutschlandfunk Kultur gewählt. Auf die Frage, ob Juden überlegen sollten, nach Israel auszuwandern, sagte Steinke in einem Interview mit dem Bayerischen Rundfunk: 

„Ich bin absolut dafür, dass Menschen wegen des grassierenden Antisemitismus aus Deutschland auswandern. Allerdings sollten bitte nicht die Juden auswandern, sondern die Antisemiten. Auf dem Nordpol ist noch Platz.“

 Darauf folgte 2020 ein Essay in Buchlänge, in dem Steinke antisemitische Wendungen in der heutigen deutschen Sprache kritisierte.

### Jüdische Geschichte
In Kairo, New York und Berlin recherchierte Steinke die Geschichte des ägyptischen Arztes Mohamed Helmy, der als Teil eines Netzwerks von Arabern während der NS-Zeit Juden rettete. Daraus entstand 2017 das Buch Der Muslim und die Jüdin: Die Geschichte einer Rettung in Berlin. Als erster Araber überhaupt wurde Mohamed Helmy von Yad Vashem als Gerechter unter den Völkern ausgezeichnet. Die englische Übersetzung des Buches wurde durch den Guardian zum „Book of the week“ ernannt.

### Rechtsextremismus
Gemeinsam mit anderen Juristen und Journalisten rief Steinke 2020 eine jährliche Dokumentation unter dem Titel Recht gegen rechts ins Leben. Der Report deckt rechte Tendenzen innerhalb der Justiz, der Verwaltung und den Parlamenten auf, hinterfragt kritisch, ob sich diese mit dem erstarkenden Rechtsextremismus ausreichend auseinandersetzen und analysiert rechtliche Gegenstrategie. Die Herausgeber des Jahrbuchs, zu denen auch der Rechtsprofessor Andreas Fischer-Lescano und die Opferanwältin Kati Lang gehören, schalteten sich etwa in die Kontroverse um den sächsischen AfD-Richter Jens Maier ein.

### Klassenjustiz
Die soziale Schieflage zwischen Armen und Reichen vor der Strafjustiz machte Steinke zum Thema einer langfristigen Recherche, die er 2022 unter dem Titel Vor dem Gesetz sind nicht alle gleich veröffentlichte. Steinke zeigt darin auf, dass arm und prekär lebende Menschen bei gleicher Schuld schneller in Haft genommen werden, seltener eine Chance auf eine Aussetzung einer Haftstrafe zur Bewährung haben und häufiger unter verschärfte Strafrahmen gefasst werden. Vor allem löste sein Buch eine Diskussion um die in Deutschland sehr häufige Ersatzfreiheitsstrafe für Zahlungsunfähige aus. Hieraus folgte ein 2022 von Justizminister Marco Buschmann angekündigter Gesetzesentwurf, der zur Änderung des Umrechnungsmaßstabes der Haftstrafen für Menschen, die ihre Geldstrafe nicht bezahlen können, führte. Die Ersatzfreiheitsstrafe (§ 43 StG) wurde halbiert. Jochen Zenthöfer warf Steinke in der FAZ das Weglassen wichtiger Details vor.

## Positionen
Während des Israel-Gaza-Krieges ab 2023 veröffentlichte der nicht-jüdische Autor und Unternehmer Tobias Huch in der Jüdischen Allgemeinen einen Meinungsbeitrag, in dem er der Zivilbevölkerung im Gazastreifen eine kollektive Mitverantwortung für die Taten der militant-islamistischen Hamas und des Massakers vom 7. Oktober 2023 attestierte; die Zivilisten im Gazastreifen seien daher „nicht unschuldig“. Ronen Steinke zeigte sich in einer ebenfalls in der JA erschienenen Erwiderung irritiert, „wie die Jüdische Allgemeine dazu kommt, eine derart menschenverachtende Polemik ins Blatt zu heben“, mit der unausgesprochen die „ganze Bevölkerung von mehr als zwei Millionen Menschen“ zum legitimen Kriegsziel erklärt und damit ihre physische Auslöschung gerechtfertigt werde.
Steinke plädiert für ein Parteiverbotsverfahren gegen die AfD.

## Mitgliedschaften
Ronen Steinke gehört dem Kuratorium des Max-Planck-Instituts für Strafrecht in Freiburg, dem Freundeskreis des Leo Baeck Instituts, dem Netzwerk Recherche und dem PEN Berlin an.

## Auszeichnungen
- 2013: Wächterpreis der deutschen Tagespresse
- 2020: Nominierung Reporterpreis
- 2020: Shortlist Henri-Nannen-Preis
- 2022: Otto-Brenner-Preis
- 2022: Journalist des Jahres (Kategorie Politik), 2. Platz
- 2023: Shortlist Deutscher Sozialpreis
- 2024: Nominierung Egon-Erwin-Kisch-Preis

## Schriften
- The politics of international criminal justice: German perspectives from Nuremberg to the Hague (= Studies in international law. Nr. 41). v. 41. Hart, Oxford; Portland, Or 2012, ISBN 978-1-84946-313-3 (englisch, Zugl.: Hamburg, Univ., Diss., 2011 unter dem Titel: Germany's politics of international criminal justice. A case study on cosmopolitan ideals and national interests).
- Fritz Bauer. Oder: Auschwitz vor Gericht. Piper, München 2013, ISBN 978-3-492-30709-3.[35][36][37]
- Der Muslim und die Jüdin. Die Geschichte einer Rettung in Berlin. Berlin Verlag, Berlin 2017, ISBN 978-3-8270-1351-4.
- Terror gegen Juden. Wie antisemitische Gewalt erstarkt und der Staat versagt. Eine Anklage. Berlin Verlag, Berlin 2020, ISBN 978-3-8270-1425-2.
- Antisemitismus in der Sprache. Warum es auf die Wortwahl ankommt. Bibliographisches Institut – Duden, Berlin 2020, ISBN 978-3-411-74375-9.
- Vor dem Gesetz sind nicht alle gleich. Die neue Klassenjustiz. Berlin Verlag, Berlin 2022, ISBN 978-3-8270-1415-3.
- Verfassungsschutz. Wie der Geheimdienst Politik macht. Berlin Verlag, Berlin, München 2023, ISBN 978-3-8270-1471-9.
- Mit Nora Markard: Jura not alone. 12 Ermutigungen, die Welt mit den Mitteln des Rechts zu verändern. Campus Verlag, Frankfurt am Main 2024, ISBN 978-3-593-51850-3.